# Палањек Покупски
Палањек Покупски је насељено место у општини Лекеник, у Туропољу, Хрватска, до нове територијалне организације у саставу бивше велике општине Сисак. Ово је једино српско село у читавом лекеничком крају.

## Становништво
| Националност       | 1991.       |
| Срби               | 37 (92,50%) |
| Хрвати             | 3 (7,50%)   |
| Југословени        | 0           |
| остали и непознато | 0           |
| Укупно             | 40          |